# آسپید
آسپید (انگلیسی: Aspid) شرکت خودروسازی اسپانیایی است، که در سال ۲۰۰۳ تأسیس شد.